# Vlag van Lint
De vlag van Lint werd door de gemeenteraad op 22 maart 1982 officieel vastgesteld als de gemeentelijke vlag van de Antwerpse gemeente Lint. Op 10 maart 1987 werd hij door het koninklijk besluit bevestigd en uiteindelijk gepubliceerd op 3 december 1987 in het officiële Belgisch Staatsblad. Na de goedkeuring van het huidige federale statuut van België werd het hele goedkeuringsproces opnieuw opgestart, officieel aangenomen door de gemeenteraad op 26 oktober 1992. Op 1 maart 1993 werd hij door het Bestuur van Vlaanderen bevestigd en uiteindelijk gepubliceerd op 21 juni 1994 in het officiële Belgisch Staatsblad.
Officieel wordt de vlag beschreven als:
Geel met een rood kruis vergezeld van vier blauwe lelies.
De vlag is volledig gebaseerd op het gemeentewapen en ziet er dus helemaal hetzelfde uit.

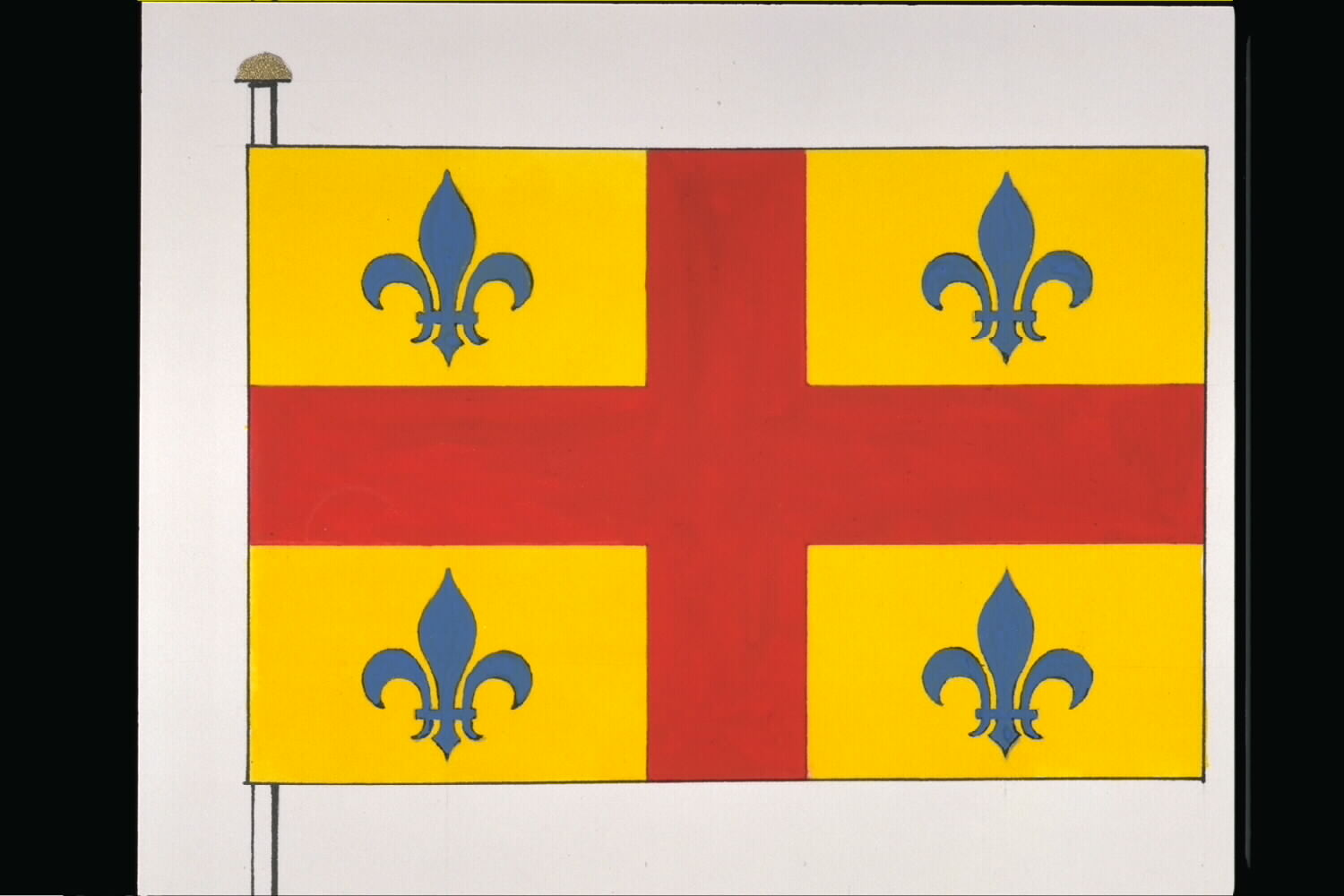
Officiële tekening van de vlag